# Listrac-Médoc
Pour les articles homonymes, voir Listrac et Médoc (homonymie).
Listrac-Médoc est une commune du Sud-Ouest de la France, située dans le département de la Gironde, en région Nouvelle-Aquitaine, sur la rive gauche de la Gironde.
En 2019, Listrac-Médoc devient commune du Parc naturel régional du Médoc.

## Géographie

### Localisation
Commune située dans le Médoc sur la route départementale 1215 (ancienne RN 215, ex D1) entre Bordeaux et Le Verdon-sur-Mer.
Le village est situé au point culminant du Médoc (44 mètres).
| - OpenStreetMap Limite communale |

### Communes limitrophes
Les communes limitrophes sont  Brach, Carcans, Cussac-Fort-Médoc, Lamarque, Moulis-en-Médoc, Saint-Laurent-Médoc et Sainte-Hélène.
| Carcans       | Saint-Laurent-Médoc | Cussac-Fort-Médoc |
| Brach         | Listrac-Médoc       | Lamarque          |
| Sainte-Hélène | Moulis-en-Médoc     |                   |

### Climat
Pour des articles plus généraux, voir Climat de la Nouvelle-Aquitaine et Climat de la Gironde.
Historiquement, la commune est exposée à un climat océanique aquitain.  
En 2020, Météo-France publie une typologie des climats de la France métropolitaine dans laquelle la commune est exposée à un climat océanique et est dans la région climatique  Littoral charentais et aquitain, caractérisée par une pluviométrie élevée en automne et en hiver, un bon ensoleillement, des hiver doux (6,5 °C), soumis à la brise de mer.
Pour la période 1971-2000, la température annuelle moyenne est de 12,9 °C, avec une amplitude thermique annuelle de 13,9 °C. Le cumul annuel moyen de précipitations est de 928 mm, avec 12,3 jours de précipitations en janvier et 6,7 jours en juillet. Pour la période 1991-2020, la température moyenne annuelle observée sur la station météorologique la plus proche, située sur la commune de Pauillac à 14 km à vol d'oiseau, est de 14,0 °C et le cumul annuel moyen de précipitations est de 857,0 mm,. Pour l'avenir, les paramètres climatiques de la commune estimés pour 2050 selon différents scénarios d’émission de gaz à effet de serre sont consultables sur un site dédié publié par Météo-France en novembre 2022.

## Urbanisme

### Typologie
Au 1er janvier 2024, Listrac-Médoc est catégorisée commune rurale à habitat dispersé, selon la nouvelle grille communale de densité à sept niveaux définie par l'Insee en 2022.
Elle est située hors unité urbaine. Par ailleurs la commune fait partie de l'aire d'attraction de Bordeaux, dont elle est une commune de la couronne,. Cette aire, qui regroupe 275 communes, est catégorisée dans les aires de 700 000 habitants ou plus (hors Paris),.

### Occupation des sols

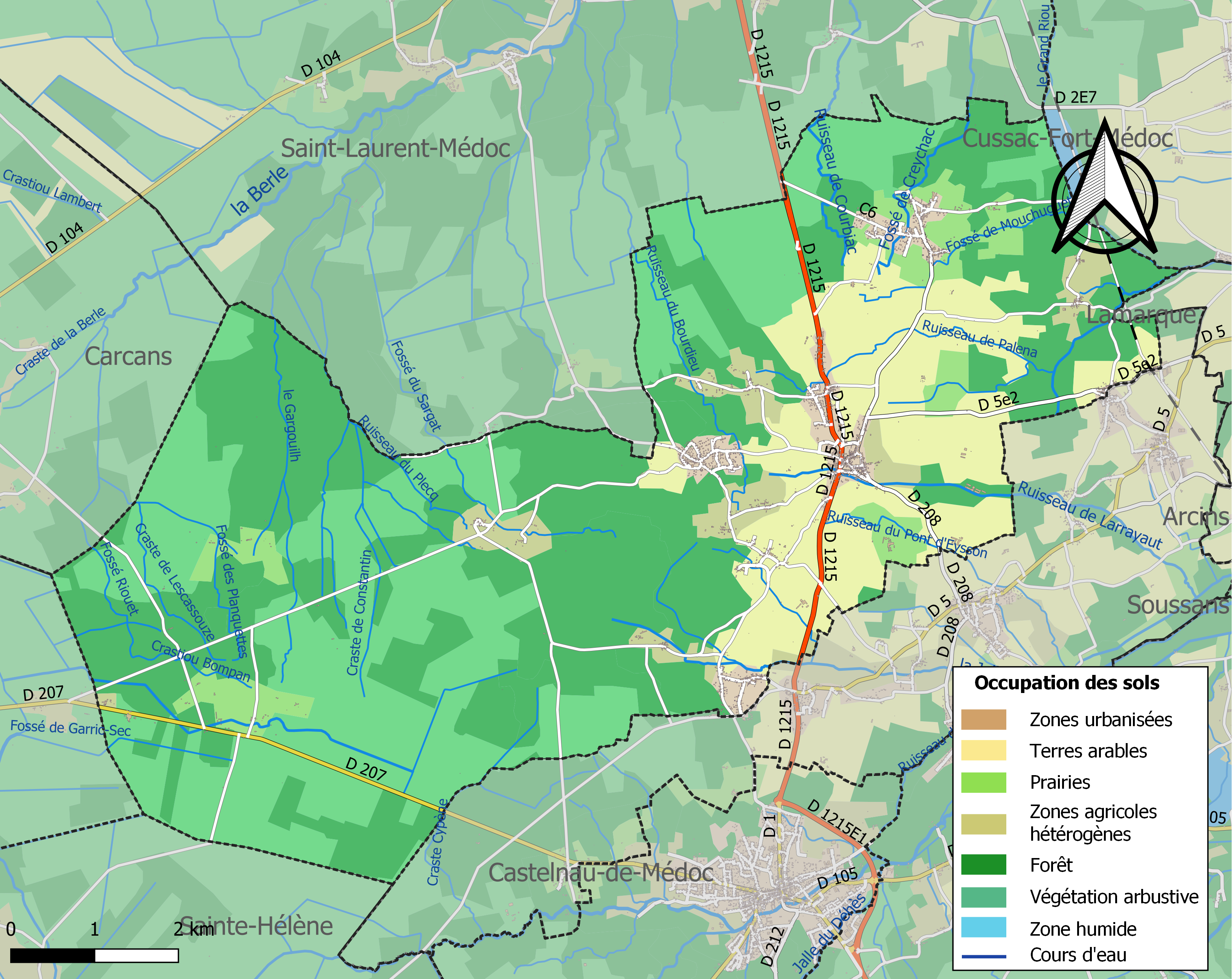
Carte des infrastructures et de l'occupation des sols de la commune en 2018 (CLC).

L'occupation des sols de la commune, telle qu'elle ressort de la base de données européenne d’occupation biophysique des sols Corine Land Cover (CLC), est marquée par l'importance des forêts et milieux semi-naturels (72,2 % en 2018), une proportion sensiblement équivalente à celle de 1990 (71,8 %). La répartition détaillée en 2018 est la suivante : 
forêts (41,3 %), milieux à végétation arbustive et/ou herbacée (30,9 %), cultures permanentes (15,8 %), prairies (4,9 %), zones agricoles hétérogènes (4,2 %), zones urbanisées (2,9 %). L'évolution de l’occupation des sols de la commune et de ses infrastructures peut être observée sur les différentes représentations cartographiques du territoire : la carte de Cassini (XVIIIe siècle), la carte d'état-major (1820-1866) et les cartes ou photos aériennes de l'IGN pour la période actuelle (1950 à aujourd'hui).

### Risques majeurs
Le territoire de la commune de Listrac-Médoc est vulnérable à différents aléas naturels : météorologiques (tempête, orage, neige, grand froid, canicule ou sécheresse), inondations, feux de forêts, mouvements de terrains et séisme (sismicité très faible). Il est également exposé à un risque technologique, le risque nucléaire. Un site publié par le BRGM permet d'évaluer simplement et rapidement les risques d'un bien localisé soit par son adresse soit par le numéro de sa parcelle.

#### Risques naturels
La commune a été reconnue en état de catastrophe naturelle au titre des dommages causés par les inondations et coulées de boue survenues en 1982, 1999, 2009 et 2020,.
Listrac-Médoc est exposée au risque de feu de forêt. Depuis le 20 avril 2016, les départements de la Gironde, des Landes et de Lot-et-Garonne disposent d’un règlement interdépartemental de protection de la forêt contre les incendies. Ce règlement vise à mieux prévenir les incendies de forêt, à faciliter les interventions des services et à limiter les conséquences, que ce soit par le débroussaillement, la limitation de l’apport du feu ou la réglementation des activités en forêt. Il définit en particulier cinq niveaux de vigilance croissants auxquels sont associés différentes mesures,.
Les mouvements de terrains susceptibles de se produire sur la commune sont des tassements différentiels.

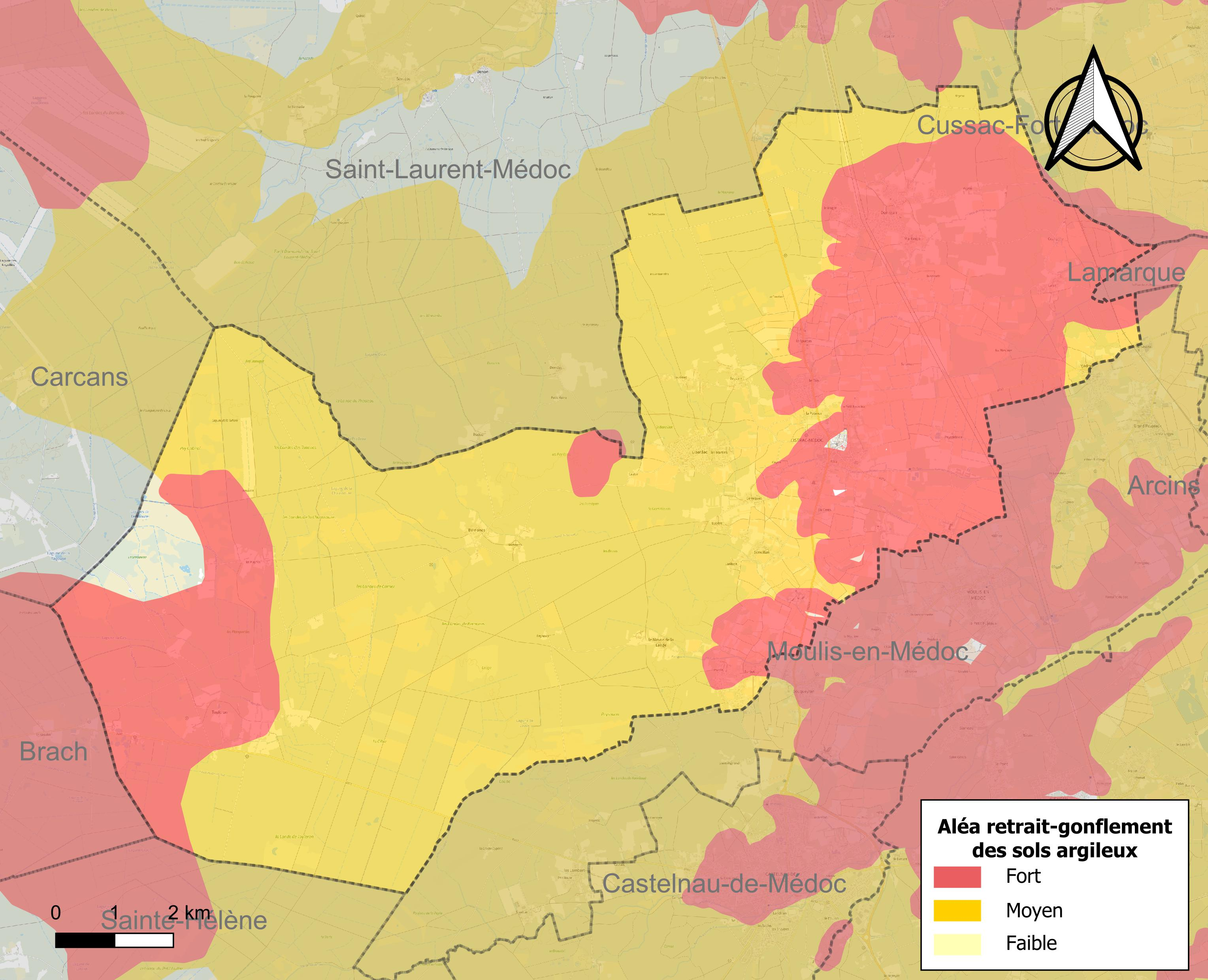
Carte des zones d'aléa retrait-gonflement des sols argileux de Listrac-Médoc.

Le retrait-gonflement des sols argileux est susceptible d'engendrer des dommages importants aux bâtiments en cas d’alternance de périodes de sécheresse et de pluie. 98 % de la superficie communale est en aléa moyen ou fort (67,4 % au niveau départemental et 48,5 % au niveau national). Sur les 1 216 bâtiments dénombrés sur la commune en 2019,  1 189 sont en aléa moyen ou fort, soit 98 %, à comparer aux 84 % au niveau départemental et 54 % au niveau national. Une cartographie de l'exposition du territoire national au retrait gonflement des sols argileux est disponible sur le site du BRGM,.
Par ailleurs, afin de mieux appréhender le risque d’affaissement de terrain, l'inventaire national des cavités souterraines permet de localiser celles situées sur la commune.
Concernant les mouvements de terrains, la commune a été reconnue en état de catastrophe naturelle au titre des dommages causés par la sécheresse en 1989, 2003, 2012 et 2017 et par des mouvements de terrain en 1999.

#### Risques technologiques
La commune étant située totalement dans le périmètre du plan particulier d'intervention (PPI) de 20 km autour de la centrale nucléaire du Blayais, elle est exposée au risque nucléaire. En cas d'accident nucléaire, une alerte est donnée par différents médias (sirène, sms, radio, véhicules). Dès l'alerte, les personnes habitant dans le périmètre de 2 km se mettent à l'abri. Les personnes habitant dans le périmètre de 20 km peuvent être amenées, sur ordre du préfet, à évacuer et ingérer des comprimés d’iode stable,,.

## Toponymie
Les noms des hameaux (Donissan, Libardac, Le Tris, Médrac, Lafon et Couhenne, etc.) ont peu évolué depuis l'époque médiévale puisqu'on peut les retrouver dans les chartes en latin de l'époque.
Listrac-Médoc étant en Médoc, pays gascon, la plupart des lieux-dits anciens y sont explicables par le gascon, par exemple Taudinat, Saransot, Rieutort, le Haoure, Pey Cabirol, Pey Jaougut, le Bernada, le Brédéra, le Caillava, le Paléna, Lauga, Gariga, le Héna, Laygat, le Sivadat, l’Ardiley, Larozey, le Vimeney, la Hourcade, Caguelèbre...

## Histoire

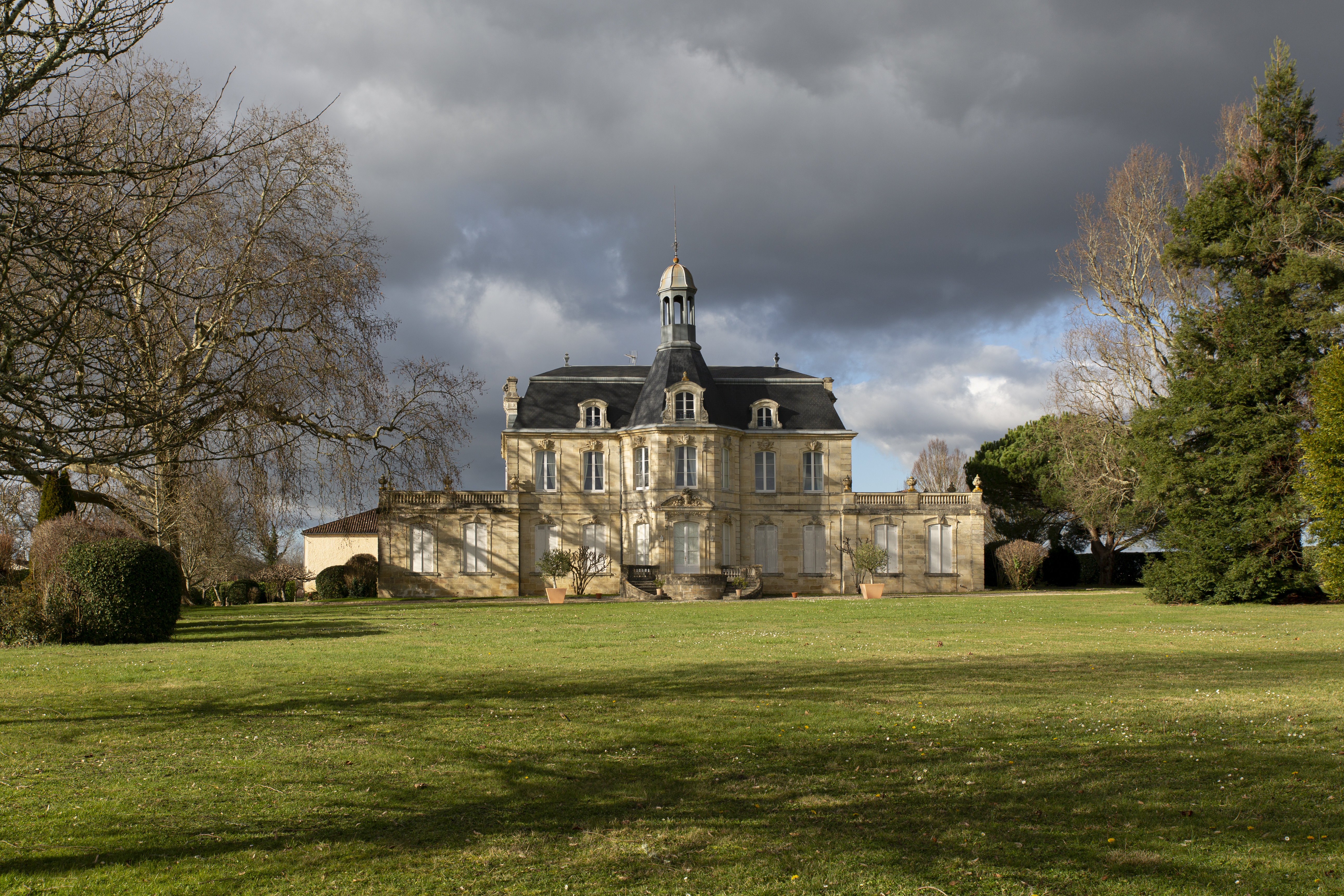
Chateau Fonréau

Le nom de Listrac est issu du latin lista ou listra (lisière, bordure, limite). L'appellation listra proviendrait sans doute de la situation géographique de Listrac, placée à cheval sur la ligne de partage des eaux, les unes s'écoulant vers l'est (vers l'estuaire de la Gironde) et les autres vers l'ouest (vers l'océan).
Le suffixe gaulois -acum, dérivé en -ac, est celui de nombreux toponymes en France (Armagnac, Cognac, Mérignac, etc.). Il définit soit un lieu, un élément géographique ou alors l’emplacement ancien d’une villa gallo-romaine.
Les Romains ont amené le développement de la vigne dans la région et Listrac profite de sa position avantageuse sur la Lébade (ou levada), l'ancienne voie reliant Bordeaux à Soulac via Lesparre, pour faire connaître ses vins. Ainsi, il apparaît que les vins de Listrac sont connus dès le XVIe siècle.

## Politique et administration

### Rattachements administratifs et électoraux
Listrac-Médoc appartient à l'arrondissement de Lesparre-Médoc et au canton du Sud-Médoc créé lors du redécoupage cantonal de 2014. Avant cette date, elle était rattachée au canton de Castelnau-de-Médoc.
Pour l’élection des députés, la commune fait partie de la cinquième circonscription de la Gironde, représentée depuis 2017 par Benoît Simian (MRSL, ex-LREM).

### Intercommunalité
Listrac-Médoc est membre de la communauté de communes Médullienne depuis sa création le 4 novembre 2002.

### Administration municipale
Le nombre d'habitants au dernier recensement étant compris entre 1 500 et 2 499, le nombre de membres du conseil municipal est de 19.

### Liste des maires
| Période                                  | Période                  | Identité                                    | Étiquette    | Qualité |
| ---------------------------------------- | ------------------------ | ------------------------------------------- | ------------ | --- |
| Maire en 1826                            | 1852                     | Louis Bernard de Saint-Affrique (1771-1854) |              | Intendant militaire de la garde du roi de Naples (1806), inspecteur des revues (1815) Conseiller d'arrondissement |
| Les données manquantes sont à compléter. |                          |                                             |              | |
| ?                                        | mars 1983                | Henri Bibian                                |              | Propriétaire du château Bibian Réélu en 1977                                                                      |
| mars 1983                                | juillet 1999 (démission) | Michel Lescoutra                            | RPR          | Viticulteur Conseiller général du canton de Castelnau-de-Médoc (1992 → 1998) Réélu en 1989 et 1995                |
| septembre 1999                           | 6 avril 2014             | Michel Priollaud                            | RPR puis UMP | Pharmacien retraité Réélu en 2001 et 2008                                                                         |
| 6 avril 2014                             | 20 juin 2015 (décès)     | Christian Thomas                            | DVD          | Viticulteur retraité                                                                                              |
| 2 juillet 2015                           | 2020                     | Alain Capdevielle                           | DVD          | Viticulteur coopérateur, ancien 1er adjoint                                                                       |
| 2020                                     | En cours                 | Aurélie Teixeira                            | PCF          | Fonctionnaire territoriale et syndicaliste                                                                        |
| Les données manquantes sont à compléter. |                          |                                             |              | |

### Tendances politiques et résultats
- Élection municipale de 2014

À la suite des élections municipales des 23 et 30 mars 2014 et de la victoire de la liste Listrac Autrement, Christian Thomas, viticulteur retraité, est élu maire. Au décès de ce dernier le 20 juin 2015, son premier adjoint Alain Capdevielle devient premier édile le 2 juillet 2015.

## Démographie
L'évolution du nombre d'habitants est connue à travers les recensements de la population effectués dans la commune depuis 1793. Pour les communes de moins de 10 000 habitants, une enquête de recensement portant sur toute la population est réalisée tous les cinq ans, les populations de référence des années intermédiaires étant quant à elles estimées par interpolation ou extrapolation. Pour la commune, le premier recensement exhaustif entrant dans le cadre du nouveau dispositif a été réalisé en 2006.

En 2022, la commune comptait 2 801 habitants, en évolution de +2,34 % par rapport à 2016 (Gironde : +6,91 %, France hors Mayotte : +2,11 %).
| 1793  | 1800  | 1806  | 1821  | 1831  | 1836  | 1841  | 1846  | 1851  |
| ----- | ----- | ----- | ----- | ----- | ----- | ----- | ----- | ----- |
| 1 816 | 1 631 | 1 654 | 1 749 | 1 803 | 1 760 | 1 727 | 1 884 | 1 931 |

| 1856  | 1861  | 1866  | 1872  | 1876  | 1881  | 1886  | 1891  | 1896  |
| ----- | ----- | ----- | ----- | ----- | ----- | ----- | ----- | ----- |
| 1 935 | 1 960 | 1 950 | 2 035 | 2 193 | 2 331 | 2 222 | 2 235 | 2 235 |

| 1901  | 1906  | 1911  | 1921  | 1926  | 1931  | 1936  | 1946  | 1954  |
| ----- | ----- | ----- | ----- | ----- | ----- | ----- | ----- | ----- |
| 2 111 | 2 049 | 1 888 | 1 645 | 1 681 | 1 615 | 1 451 | 1 380 | 1 409 |

| 1962  | 1968  | 1975  | 1982  | 1990  | 1999  | 2006  | 2011  | 2016  |
| ----- | ----- | ----- | ----- | ----- | ----- | ----- | ----- | ----- |
| 1 284 | 1 328 | 1 319 | 1 521 | 1 821 | 1 854 | 2 115 | 2 486 | 2 737 |

| 2021  | 2022  | - | - | - | - | - | - | - |
| ----- | ----- | - | - | - | - | - | - | - |
| 2 796 | 2 801 | - | - | - | - | - | - | - |

## Économie
Située au cœur du Médoc, l'économie de Listrac-Médoc est principalement tournée vers la viticulture. L'ensemble des productions des propriétés situées dans la commune bénéficie de l'appellation Listrac-Medoc depuis 1957.
Une cave coopérative regroupant plusieurs propriétés de petites tailles permet la production de différents vins (« La Caravelle », « Grand Listrac »). Parmi les propriétés les plus connues, on peut citer le château Fonréaud, le château Fourcas-Dupré, ou le château Clarke.

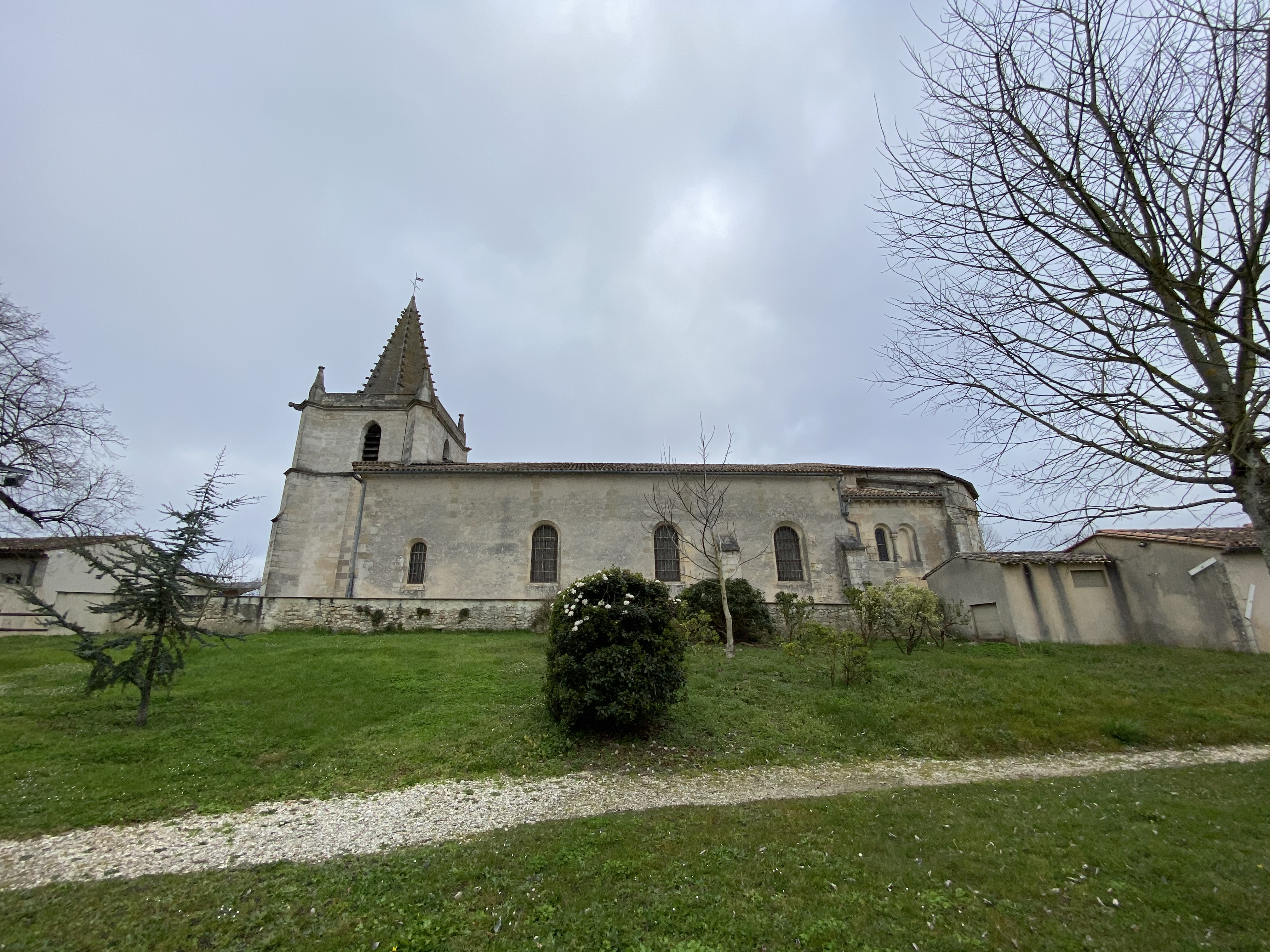
Église de Listrac-Médoc

En outre, la commune de Listrac-Médoc étant située à la limite des vignes et de la forêt, une partie non négligeable de son économie tourne autour de la sylviculture. Une scierie est ainsi installée sur la commune depuis le début du XXe siècle et est classée à l'inventaire général du patrimoine culturel.
Enfin, près du lieu-dit Touleron est installée depuis 1880 une briqueterie spécialisée dans la fabrication artisanale des grès médocains. Les grès sont des objets fabriqués à base d'argile (briques, carreaux, objets de décoration…) et cuits à 1 280°, ce qui leur confère leur appellation de « grès » et non plus de « terre cuite ».

## Lieux et monuments

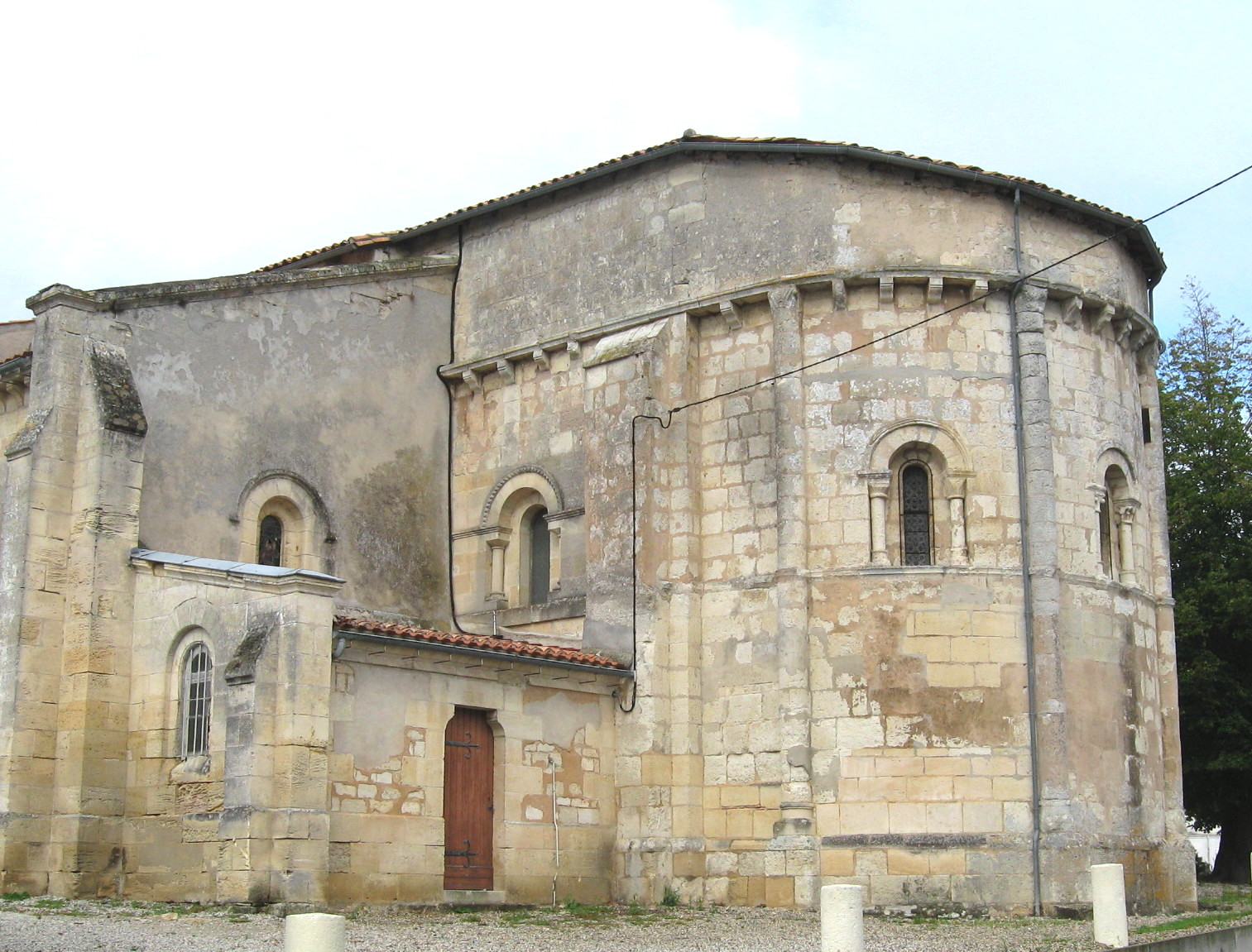
Chevet de l'église Saint-Martin de Listrac-Médoc.

- L'église Saint-Martin, dont le chœur roman est daté du XIIe siècle, est inscrite au titre des monuments historiques en 1925 pour ses abside et chœur et en 2004 en totalité[38]. Le clocher daterait du XVIe siècle.
- Château Fonreaud, construit entre la fin du XVIIIe siècle et le début du XIXe, domaine viticole.
- Château Lestage, construit sous le Second Empire, domaine viticole.
- Château Listrac, construit à la fin du XIXe siècle, domaine viticole.
- Tuilerie Barraud devenue « Grès médocains Établissements Barraud », construite entre la fin du XIXe siècle et le début du XXe.
- Le monument aux morts dans le cimetière rend hommage aux "morts pour la France" :
  - Guerre de 1914 - 1918 : 66 morts.
  - Guerre de 1939 - 1945 :   4 morts.
  - Guerre d'Indochine :         1 mort.
  - Guerre d'Algérie :             1 mort.
- Le Lavoir du Caput
- Le Moulin du Bourg
- Terrain multisports de Listrac-Médoc, à côté de la salle socio-culturelle
- Cache-cache en Médoc à Listrac-Médoc : jeu de piste gratuit à faire en autonomie et en famille.

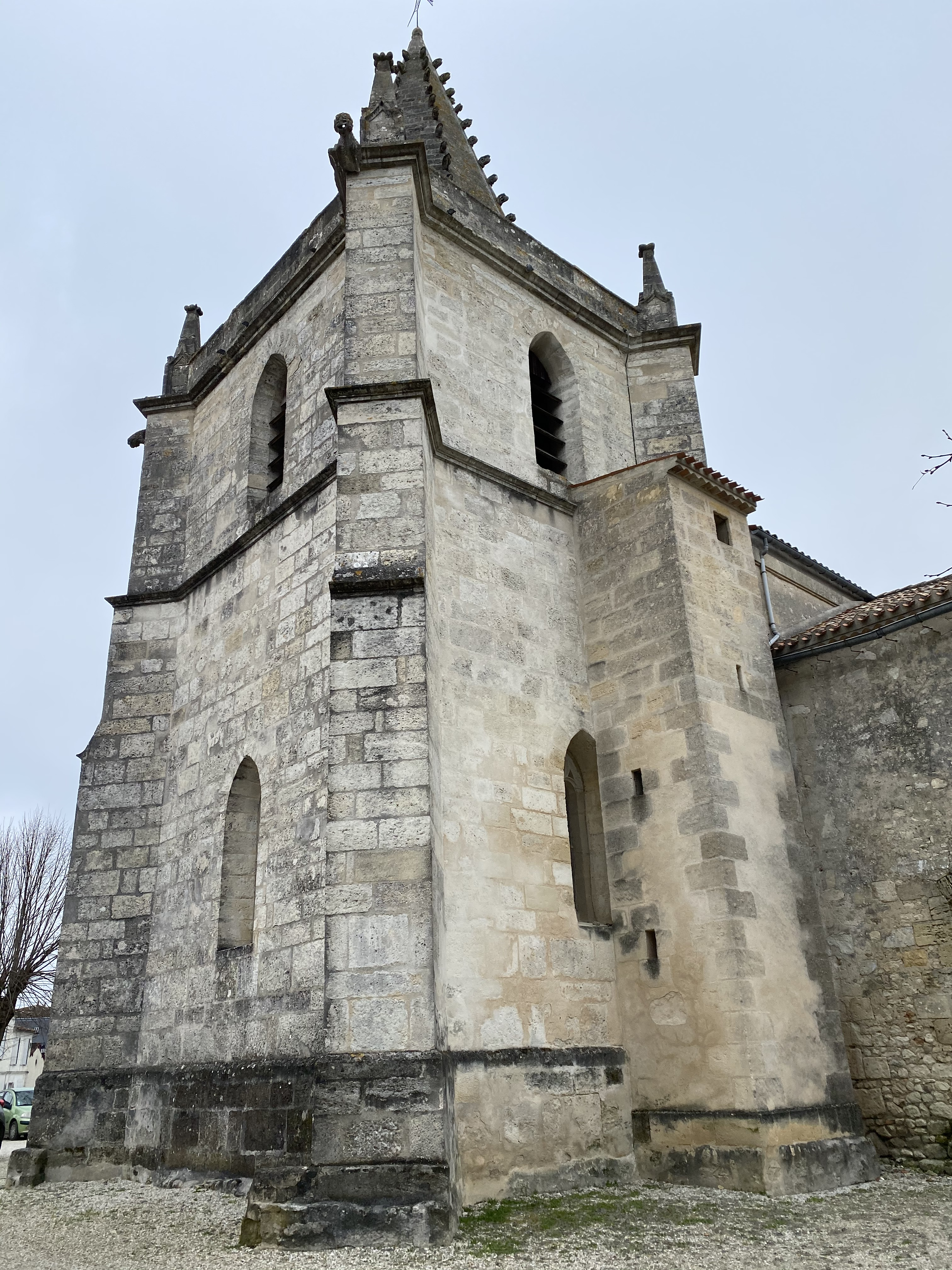
Église de Listrac-Médoc

- Église de Listrac-MédocAire de jeux et aire de pique-nique dans le Parc de la Mairie

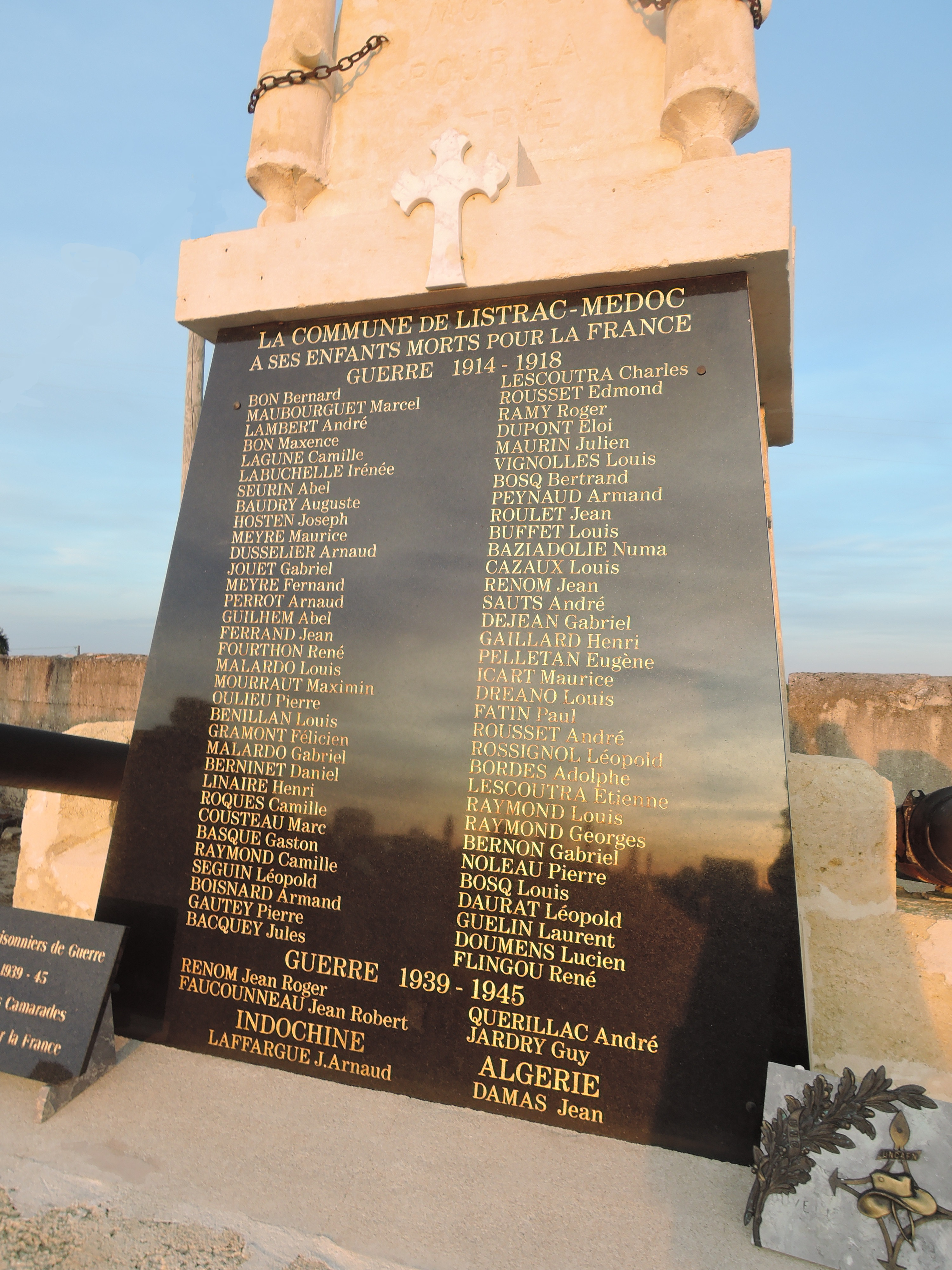
Le monument aux morts de Listrac, dans le cimetière.

## Personnalités liées à la commune
Issu d'une famille aisée de Bordeaux, le peintre Odilon Redon est mis en nourrice très jeune au lieu-dit de Peyrelebade, dans la commune de Listrac-Médoc ; les paysages alentour ont inspiré le peintre et on peut notamment admirer au Musée d'Orsay à Paris plusieurs œuvres du peintre ayant trait à ces paysages.